# تام هیدلستون
تامس ویلیام هیدلستون (انگلیسی: Thomas William Hiddleston؛ زادهٔ ۹ فوریه ۱۹۸۱) بازیگر انگلستانی است. او با بازی در نقش لوکی در دنیای سینمایی مارول (MCU)، که با ثور در سال ۲۰۱۱ شروع شد و اخیراً در سریال لوکی در دیزنی پلاس در سال ۲۰۲۱ آن نقش را تکرار کرد، به شهرت بین‌المللی رسید.
او کار سینمایی خود را در فیلم‌های جوانا هاگ به نام‌های نامربوط (۲۰۰۷) و مجمع الجزایر (۲۰۱۰) آغاز کرد. در سال ۲۰۱۱، او نقش اف. اسکات فیتزجرالد را در فیلم نیمه‌شب در پاریس به کارگردانی و نویسندگی وودی آلن بازی کرد و در فیلم اسب جنگی استیون اسپیلبرگ نیز ظاهر شد. او در آن سال جایزه امپایر بهترین بازیگر مرد تازه‌کار را کسب کرد و نامزد دریافت جایزه ستاره نوظهور بفتا شد. از دیگر نقش‌آفرینی‌هایش می‌توان به دریای آبی عمیق (۲۰۱۲) به کارگردانی ترنس دیویس، فیلم خون‌آشام رمانتیک تنها عاشقان زنده ماندند (۲۰۱۳) به کارگردانی جیم جارموش و قله‌ای به رنگ خون (۲۰۱۵) به کارگردانی گیرمو دل تورو اشاره کرد. او همچنین در فیلم اکشن برج به کارگردانی بن ویتلی و فیلم زندگی‌نامه‌ای من نور را دیدم در نقش هنک ویلیامز، خوانندهٔ کانتری، بازی کرد. کونگ: جزیره جمجمه (۲۰۱۷) یکی از پرفروش‌ترین فیلم‌هایش در نقش اصلی خارج از MCU بود.
همچنین او نقش لوکی در استودیو مارول برای می کند.
هیدلستون اولین کار تئاتر خود را با بازی در نمایشنامه پایان سفر در سال ۱۹۹۹ انجام داد. سپس در تئاتر وست اند حضور یافت و در نمایش‌نامه‌های سیمبلین (۲۰۰۷) و ایوانف (۲۰۰۸) ایفای نقش کرد. او برای بازی در سیمبلین برندهٔ جایزه لارنس الیویه برای بهترین هنرمند تازه‌کار در یک نمایش شد و همچنین برای بازی در نقش کاسیو در نمایش اتلو (۲۰۰۸) نامزد دریافت همان جایزه شد. هیدلستون برای بازی در نقش کوریولانوس در نمایش کوریولانوس (۱۴–۲۰۱۳) برنده جایزه ایونینگ استاندارد بهترین بازیگر مرد شد و بار دیگر نامزد دریافت جایزه الیویه برای بهترین بازیگر مرد شد. او فعالیت در تئاتر برادوی را در سال ۲۰۱۹ با احیای نمایش خیانت تجربه کرد که نامزد دریافت جایزه تونی بهترین بازیگر مرد در نمایش شد.
هیدلستون همچنین به خاطر بازی‌هایش در تلویزیون از جمله بازی در مجموعه تلویزیونی تاج توخالی در سال ۲۰۱۲ از شبکهٔ بی‌بی‌سی شناخته می‌شود. او یکی از تهیه‌کننده‌های اجرایی و بازیگر مجموعه تلویزیونی کوتاه مدیر شب (۲۰۱۶) از شبکهٔ ای‌ام‌سی/بی‌بی‌سی بود که توانست نامزد دریافت دو جایزه امی ساعات پربیننده شود و در نهایت توانست جایزه گلدن گلوب بهترین بازیگر مرد در مجموعه تلویزیونی کوتاه را کسب کند.

## زندگی و تحصیلات
هیدلستون در وست‌مینستر لندن به دنیا آمد. او پسر دیانا پاتریشیا هیدلستون، سرپرست هنری و مدیر سابق صحنه نمایش و دکتر جیمز نورمن هیدلستون، شیمیدان و مدیر عامل سابق یک شرکت بیوتکنولوژی مرتبط با دانشگاه آکسفورد است. پدرش اهل گرینوک در اسکاتلند و مادرش اهل سافک در انگلستان است. خواهر کوچک‌تر او، اِما نیز هنرپیشه است در حالی که خواهر بزرگترش سارا روزنامه‌نگاری در هند است. از طرف مادری، او نوهٔ دریابان رجینالد سرویز و نتیجه تولیدکننده غذا، سر ادموند وستی است. پدرپدربزرگش، الکساندر، در توپخانه سلطنتی خدمت کرده و در کارخانه‌های کشتی‌سازی کار کرده‌است. او همنام عموی بزرگش است که در نبرد سم جانش را از دست داد.
اوایل زندگی‌اش در ویمبلدون بزرگ شد و بعداً به روستایی در نزدیکی آکسفورد نقل مکان کرد. او در سن هفت سالگی وارد مدرسه ویندلشام هاوس شد و سال بعد به مدرسه دراگون در آکسفورد رفت. پدر و مادرش وقتی که او ۱۲ سال داشت از هم طلاق گرفتند. او در مصاحبه‌ای با دیلی تلگراف راجع به طلاق پدر و مادرش چنین گفت: «فکر می‌کنم که این موضوع مرا در درک گفته‌ها و اشتباهات انسانی مهربان‌تر و دلسوزتر کرده‌است.»
در سن سیزده سالگی وارد کالج ایتن شد. او بعد از آنجا به کالج پمبروک دانشگاه کمبریج رفت و مدرک مطالعات کلاسیک را دریافت کرد. او در طول ترم دومش در کمبریج، در نمایش اتوبوسی به نام هوس ظاهر شد. وی تحصیلات خود را در رشته بازیگری در آکادمی سلطنتی هنرهای دراماتیک ادامه داد و در سال ۲۰۰۵ فارغ‌التحصیل شد.
هیدلستون در منطقه پارک بلزیز در شمال غربی لندن اقامت دارد.
هیدلستون پیش از این با سوزانا فیلدینگ بازیگر زن رابطه داشت که در سال ۲۰۰۸ با او در یک قسمت از سریال والاندر ظاهر شد. رابطه آنها در اواخر سال ۲۰۱۱ پایان یافت. در سال ۲۰۱۶، او با تیلور سوئیفت، خواننده و ترانه‌سرای آمریکایی، رابطه کوتاهی داشت.
در مارس ۲۰۲۲، اعلام شد که با زوی اشتن، بازیگر و نویسنده انگلیسی، که با او در نمایش خیانت در برادوی بازی کرد، نامزد کرده‌است. در ژوئن ۲۰۲۲، اعلام شد که آنها در انتظار اولین فرزند خود هستند.
او اقلامی را برای حراج اهدا کرده و از خیریه‌های متعددی از جمله، بنیاد کودکان استارلایت، درمان بیماری پروانه‌ای، امداد کمیک، امداد کمیک آمریکا، بنیاد توماس کورام برای کودکان، بیمارستان خیابان اورموند بزرگ، عفو بین‌الملل و شانس تابش حمایت کرده‌است.
وی سفیر انگلیس در گروه صندوق کمک‌های بشردوستانه و توسعه یونیسف است. او در اوایل سال ۲۰۱۳ برای آگاهی در مورد گرسنگی و سؤتغذیه به گینه سفر کرد و در اوایل سال ۲۰۱۵ و اواخر سال ۲۰۱۶ به سودان جنوبی رفت تا نتایج جنگ داخلی را بر زندگی تعداد زیادی از کودکان در سراسر کشور گزارش کند. او خود را یک فمینیست معرفی می‌کند. در فوریه ۲۰۱۸، وی توسط صندوق عدالت و برابری، در نسخه انگلیسی ابتکار دیگر بس است، به عنوان یکی از اهداکنندگان معرفی شد. او همچنین سفیر کمپین بفتا درخشان است، اقدامی که هدف آن فراهم کردن فرصت‌هایی برای کسانی است که فرصتی برای حضور در صنعت فیلم، بازی و تلویزیون به آنها داده نمی‌شد.

## مسیر کاری

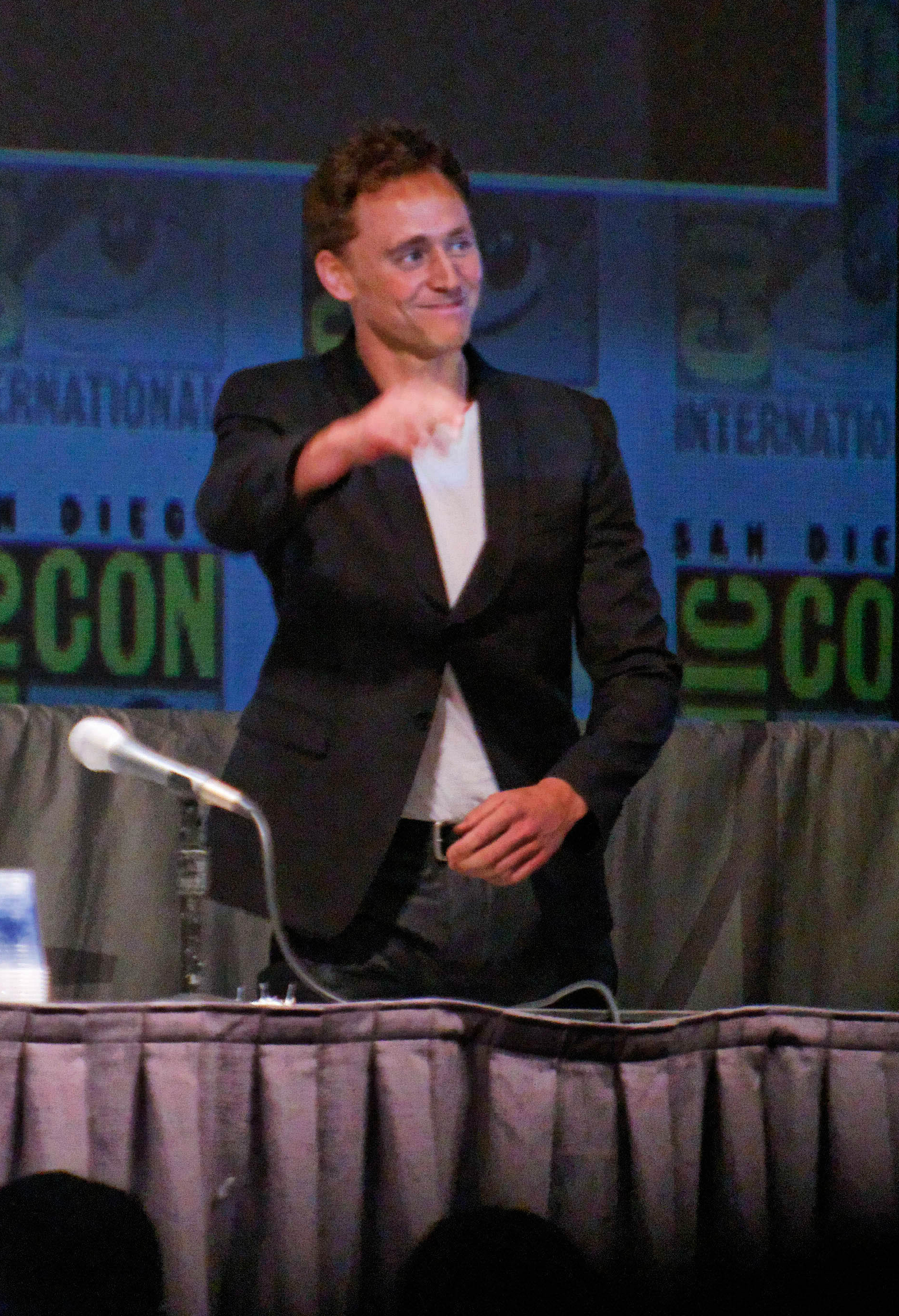
تام هدلستوتن در سال 2010 در کامیک کان سن دیگو

### ۲۰۱۰–۲۰۰۱
تام در طول تحصیلاتش نقش‌هایی را در تلویزیون به نام‌های: اقتباسی از نیکلاس نیکلبی (۲۰۰۱) محصول شبکه آی تی وی، توطئه (۲۰۰۱) محصول شبکه بی‌بی‌سی و اچ بی او، فیلم درام طوفان در راه است (۲۰۰۲) در نقش راندولف چرچیل پسر وینستون چرچیل محصول شبکه بی‌بی‌سی و اچ بی او بازی کرد.
به محض فارغ‌التحصیلی‌اش، برای بازی در اولین فیلمش در نقش اوکلی در اولین کار جوانا هاگ به نام نامربوط (۲۰۰۶) انتخاب شد. خواهرش اِما نیز در نقش بج در این فیلم ظاهر شد. لوسی بیوان به عنوان کسی که بازیگران این فیلم را انتخاب می‌کرد دربارهٔ او این چنین گفت: «اعتماد و اطمینان خیلی فوق‌العاده‌ای دربارهٔ او وجود داشت». هیدلستون برای بازی در فیلم دمدمی (۲۰۰۶) و سیمبلین (۲۰۰۷) انتخاب و برای دومین بار برنده جایزه لارنس الیویه برای بهترین هنرمند تازه‌کار در یک نمایش شد.
او در سال ۲۰۰۶ صدا پیشه مستند بی‌بی‌سی بود. او همچنین صداپیشگی کتاب صوتی گردن‌بند قرمز از سالی گاردنر در سال ۲۰۰۷ را به عهده داشت. تام همچنین در نقش ادوارد در دومین کار جوانا هاگ، مجمع الجزایر ظاهر شد. کارنامه تلویزیونی او شامل کارهایی از جمله، درام پلیسی والاندر (۲۰۰۸) محصول شبکه بی‌بی‌سی، حومه ضربات (۲۰۰۶)، فیلم تلویزیونی پشیمانی‌های خانم آستین (۲۰۰۸) و سریال درام شبکه بی‌بی‌سی، بازگشت به کرنفورد (۲۰۰۹) است. در سال ۲۰۰۷ او به لیست بازیگران بریتانیایی از جمله کیت وینسلت و اورلاندو بلوم برای بازیگر مهمان در درام پزشکی تلفات پیوست.

### ۲۰۱۱–۲۰۱۴
در سال ۲۰۱۱ هیدلستون برای بازی در نقش لوکی کمپانی مارول در فیلم ثور بسیار شناخته شد. او برای کار در این فیلم از طرف کارگردان کنت برانا دعوت شده بود. او قبلاً با این کارگردان تجربه کارهایی از جمله والاندر و ایوانف را داشته‌است. هیدلستون دربارهٔ او می‌گوید: «کنت تأثیرات مهمی در تغییر زندگی شما دارد، او قادر بود به هیئت رئیسه بگوید که در این کار به من اعتماد کنید شما می‌توانید تام را امتحان کنید و او موفق خواهد شد، این واقعاً اتفاق عظیمی بود و مسیر کارهایی که من قادر بودم انجام بدهم را تغییر داد، کنت باعث ترکوندن من شد. در ابتدا تام برای نقش ثور برگزیده شده بود: «در ابتدا من برای بازی کردن نقش ثور انتخاب شده بودم، این چیزی بود که برای من در نظر گرفته شده بود چون من بلند و مو بلوند هستم و کلاسیک آموزش دیدم و به نظر می‌رسید که این صفاتی هستند که برای ثور در نظر گرفته شده بود و او باید یک کاراکتر کلاسیک می‌بود، من این را کاملاً به مارول و طرز فکر بازشون مدیون هستم، آن‌ها چیزی را که فکر می‌کردند جالب است در من دیدند آن‌ها خصوصیاتی را در من دیدند که دوست داشتند.» کارگردان شش هفته به هیدلستون مهلت آماده شدن برای نقش را داد بنابراین او رژیم سختی گرفت و بیست پوند ماهیچه به دست آورد. در نهایت کنت تصمیم گرفت که او برای نقش لوکی مناسب‌تر است. مجله امپایر تصویر تام هیدلستون در نقش لوکی را به عنوان نوزدهمین شخصیت برتر فیلم در همه زمان‌ها رتبه‌بندی کرد.
در نوامبر ۲۰۱۱، تام همراه با بندیکت کامبربچ، جما آرترتون، ادی ردمین و رز بیرن در تئاتر دنی بویل به نام تک‌گویی‌های کودکان ظاهر شد. این نمایش فقط یک بار اجرا و مطابق با زندگی بچه‌ها در آفریقای جنوبی نوشته و به وسیله هنرپیشه‌های مختلف اجرا شد.
همچنین در سال ۲۰۱۱ تام در فیلم‌های نیمه‌شب در پاریس (۲۰۱۱) در نقش اف. اسکات فیتزجرالد به کارگردانی و نویسندگی وودی آلن، و در نقش کاپیتان نیکلاس در فیلم اسب جنگی به کارگردانی استیون اسپیلبرگ و همچنین فیلم دریای آبی عمیق بازی کرد. در سال ۲۰۱۲ او مجدداً در نقش لوکی در فیلم دیگری از کمپانی مارول به نام انتقام‌جویان بازی کرد. در حین فیلمبرداری یکی از صحنه‌های درگیری بین ثور و لوکی، کارگردان فیلم جاس ویدون عقیده داشت که صحنه خوب و واقعی به نظر نمی‌رسد پس تام به کریس پیشنهاد داد که واقعاً او را برای این صحنه بزند: «من گفتم کریس فقط من رو بزن، به خاطر اینکه اینجا از من محافظت میشه و اتفاقی برای من نمی‌افتد. کریس حالتی داشت که انگار می‌خواست به من بگه: واقعاً مطمئنی؟ و من گفتم بله این خیلی عالی خواهد شد فقط این کارو انجام بده». او صداپیشگی کتاب‌هایی از جمله کتاب مردگان باستانی مصری در سال ۲۰۱۱ و کتاب اگر اشعار و کتاب عشق در آی‌تیونز در سال ۲۰۱۲ را به عهده داشت.
در سال ۲۰۱۲ تام در سریال بی‌بی‌سی دو،  تاج توخالی در نقش پرنس هال در مقابل جرمی آیرونز در نقش هنری چهارم قرار گرفت و سریال بر اساس داستانی از شکسپیر بود و در دو قسمت پخش شد و سپس در فیلم تلویزیونی هنری پنجم در نقش هنری پنجم ظاهر شد. در سال ۲۰۱۳ تام مجدداً نقش لوکی را در فیلم ثور: دنیای تاریک بازی کرد. او همچنین در نقش یک خون‌آشام را در فیلم تنها عاشقان زنده ماندند (۲۰۱۳) با بازیگرانی همچون تیلدا سوینتون در نقش ایو و میا واشیکوفسکا ظاهر شد.
از دسامبر ۲۰۱۳ تا فوریه ۲۰۱۴ هیدلستون، کاراکتر کوریولانوس بازی کرد. این برنامه همچنین به صورت زنده در ۳۰ ژانویه ۲۰۱۴ پخش شد. همچنین در سال ۲۰۱۴ در کار دیگری به نام ماپت‌ها: تحت تعقیب حضور داشت.

### ۲۰۱۵–تاکنون
هیدلستون در فیلم ترسناک گوتیک قله‌ای به رنگ خون به کارگردانی گیرمو دل تورو، جایگزین بندیکت کامبربچ شد. فیلمبرداری این فیلم در فوریه ۲۰۱۴ در تورنتو آغاز و در اکتبر ۲۰۱۵ اکران شد. وی در نقش رابرت لینگ در فیلم برج با اقتباس از رمانی به همین نام از جی. جی. بالارد و به کارگردانی بن ویتلی بازی کرد.
در ژانویه ۲۰۱۴، هیدلستون سخنگوی جگوار کارز در کمپین تبلیغاتی "خوب بد بودن" با حضور بازیگران انگلیسی با مضمون شرورانه برای تبلیغ مدل‌های جدید جگوار شد. اولین تبلیغ این کمپین با عنوان "Rendezvous" برای اولین بار در سال ۲۰۱۴ در سوپر بول پخش شد و در آن هیدلستون به همراه مارک استرانگ و بن کینگزلی حضور داشت. هیدلستون در تبلیغ دیگری در این کمپین با عنوان "هنر شرور" در آوریل همان سال بازی کرد. تبلیغ کوپه مدل-اف در یوتیوب منتشر شد.
در ژوئن ۲۰۱۴ اعلام شد که هیدلستون نقش خواننده موسیقی کانتری، به نام هنک ویلیامز را در فیلم من نور را دیدم، ایفا خواهد کرد. این فیلم به کارگردانی مارک آبراهام ساخته شد و اولین بار در بخش ارائه‌های ویژه جشنواره بین‌المللی فیلم تورنتو ۲۰۱۵ به نمایش درآمد. این فیلم در ۲۵ مارس ۲۰۱۶ توسط سونی پیکچرز کلاسیک منتشر شد. در حالی که این فیلم مورد استقبال خوبی قرار نگرفت، منتقدان عملکرد هیدلستون را بسیار ستودند. استفانی زاکارک از مجله تایم او را «باشکوه» خواند و افزود که «او به بزرگی ویلیامز احترام می‌گذارد اما فراتر از او دست و پا می‌زند.»
هیدلستون یکی از گویندگان مستند وحدت به کارگردانی شان مونسون در سال ۲۰۱۵ بود. او در نقش جاناتان پاین در مینی سریال تلویزیونی مدیر شب بر اساس رمان جاسوسی و پلیسی به همین نام از جان لوکاره ظاهر شد. فیلمبرداری این سریال در بهار ۲۰۱۵ آغاز شد و با بازی هیو لوری از بی‌بی‌سی و ای‌ام‌سی پخش شد. بن تراورس از ایندی‌وایر خاطرنشان کرد که وی نقش پاین را از ابتدا تا انتها «با قاطعیت تحسین‌برانگیز و قانون کاملاً ناگسستنی» به عهده داشت. وی برای بازی در این سریال چندین بار نامزد دریافت جایزه از جمله جایزه امی ساعات پربیننده و برنده جایزه گلدن گلوب بهترین بازیگر مرد مینی‌سریال شد.
در اوایل سال ۲۰۱۷، هیدلستون ابراز کرد که برای مدت طولانی کار خود را ترک می‌کند و تمایل خود را برای کار دوباره در تئاتر ابراز کرد. بعداً همان سال، او در فیلم کینگ کونگ لجندری پیکچرز به نام کونگ: جزیره جمجمه بازی کرد. کونگ: جزیره جمجمه در ۱۰ مارس و به کارگردانی جردن ووگت-رابرتز منتشر شد و به موفقیت تجاری دست یافت و بیش از ۵۶۶ میلیون دلار درآمد در سراسر جهان کسب کرد و نظرات مثبتی دریافت کرد. در سپتامبر ۲۰۱۷، وی شخصیت هملت ویلیام شکسپیر را در اجرای محدود به کارگردانی کنت برانا بازی کرد. این تئاتر به مدت سه هفته در یک سالن تئاتر ۱۶۰ نفری برگزار شد، بلیط‌ها از طریق سیستم قرعه کشی جمع‌آوری پول برای RADA بود. مایکل بیلینگتون از روزنامه گاردین اجرا را «هملت جذاب با روح اشرافی اصیل» خواند. آن ترنمن از روزنامه تایمز با تمجید از اجرا نوشت که وی این نقش را «کاملاً خودش، احساسی، جذاب، زیرکانه و غالباً شاد» ساخته‌است و این «شرم آور است که تعداد کمی هیدل‌هملت او را می‌بینند.»
او نقش لوکی را در ثور: رگنراک، در ۳ نوامبر ۲۰۱۷، تکرار کرد و همچنین در انتقام‌جویان: جنگ ابدیت (۲۰۱۸) و انتقام‌جویان: پایان بازی (۲۰۱۹) ظاهر شد. هر سه فیلم با فروشی بیش از ۲ میلیارد دلار در سراسر جهان مورد استقبال خوبی قرار گرفتند و به عنوان پردرآمدترین فیلم در تمام دوران‌ها شناخته شدند. او در فیلم انیمیشن نیک پارک به نام انسان‌های نخستین که در اوایل سال ۲۰۱۸ اکران شد، صداپیشگی کرد. بعداً همان سال او در فیلم کوتاه لیدینگ لیدی پارتز در حمایت از ابتکار دیگر بس است در کنار امیلیا کلارک، فلیسیتی جونز و فلورنس پیو ظاهر شد. در سال ۲۰۱۹، او از ۵ مارس تا ۸ ژوئن در نقش رابرت در نمایشنامه خیانت هارولد پینتر در تئاتر هارولد پینتر به کارگردانی جیمی لوید بازی کرد. نمایش برای اولین بار با نظرات مثبت روبرو شد و موفق به اجرا در تئاتر وست اند شد، هنری هیچینگز از ایونینگ استاندارد او را «قابل توجه» و «دقیق و حساس» در نقش خود یافت. در آگوست ۲۰۱۹، او اولین بار در تئاتر برادوی ظاهر شد و نقش رابرت در خیانت را دوباره تکرار کرد، این تئاتر برای مدت محدود ۱۷ هفته‌ای از تئاتر برنارد بی. جیکوبز به برادوی منتقل شد. مرلین استاسیو با بازبینی در صحنه نمایش برادوی در ورایتی، اجرای هیدلستون را «یک نمایش فیزیکی چشمگیر و همچنین از نظر عاطفی پیچیده» خواند. او برای این نمایش، نامزدی جایزه تونی بهترین بازیگر نقش اول را دریافت کرد.
هیلدستون راوی مستند طبیعت آمریکایی زمین در شب بود که ۴ دسامبر ۲۰۲۰ در اپل تی‌وی پلاس پخش شد. فصل دوم این مستند نیز در ۱۶ آوریل ۲۰۲۱ پخش شد. در ۸ نوامبر ۲۰۱۸، اعلام شد که هیدلستون در سریال جدید مارول با محوریت شخصیت لوکی برخواهد گشت که از شبکه دیزنی پلاس پخش شد. به علاوه او صداپیشه همین شخصیت در انیمیشن چه می‌شود اگر… ؟ بود.
در مارس ۲۰۲۱ اعلام شد که هیدلستون به بازیگران سریال درام مار اسکس در اپل تی‌وی پلاس پیوست که بر اساس رمانی به همین نام، نوشته سارا پری است. فیلمبرداری در فوریه ۲۰۲۱ آغاز شد. وی نقش کشیش ویل رانسوم را در مقابل کورا سیبون با بازی کلر دینز بازی کرد. این سریال در ۱۳ مه ۲۰۲۲ پخش شد.

### پروژه‌های آتی
در فوریه ۲۰۲۰ اعلام شد که او در سریال مهیج و سیاسی لک‌لک سفید در نتفلیکس ایفای نقش خواهد کرد. احتمال دارد هیدلستون در فصل دوم سریال مدیر شب نیز حضور داشته باشد. او در مینی سریال سخت جوش به تهیه‌کنندگی برادران وارنر بازی خواهد کرد که برگرفته از کتاب مصور فرانک میلر است. به علاوه به عنوان شخصیت ناشناس در نمایشنامه ریچارد دوم شکسپیر با کارگردانی جیمز آیووری ایفای نقش خواهد کرد.
در آوریل ۲۰۲۲ اعلام شد که او در سریال تاریکی سفید اپل تی‌وی پلاس ایفای نقش خواهد کرد و تهیه‌کننده اجرایی نیز خواهد بود.

## تصویر رسانه‌ای و سبک بازی
هیدلستون به عنوان یکی از برجسته‌ترین بازیگران عصر حاضر در فرهنگ پادشاهی متحد در فهرستی بود که دبرت در سال ۲۰۱۷ از تاثیرگذارترین افراد در بریتانیا منتشر کرد. در سال ۲۰۱۵ او به عنوان نخستین سفیر رسمی انستیتو فیلم بریتانیا انتخاب شد. هیدلستون در سال ۲۰۱۶ جایزه زنده دل بریتانیا را از سوی دنباله سال از آن خود کرد. برای این جایزه، مردم سلبریتی‌های بریتانیایی زن و مردی را نامزد اعلام می‌کنند که به نظرشان مستحق این جایزه هستند. در چند فهرست از او به عنوان خوش لباس‌ترین مرد انتخاب شده‌است. تفی برادسر اکنر از جی‌کیو شخصیت هیدلستون را اینگونه توصیف می‌کند: «کتاب خوانی خوش ذات با چهره و هیکلی کاملاً مناسب برای پوشیدن کت و شلوار.» گیرمو دل تورو کارگردان قله‌ای به رنگ خون و استن لی نویسنده کتاب داستان‌های مصور او را «مهربان‌ترین مرد روی زمین» می‌دانند و دل تورو افزوده که او حائل معمول مهربانی یا خوش تیپی را نابود کرده‌است.
کنت برانا متذکر شد که اولین باری که هیدلستون را در حال بازی در نقش کاسیو در اتلو دید، برای او کاملاً واضح بود که او یک سخنران کاملاً طبیعی شکسپیر است. مایکل بیلینگتون از روزنامه گاردین نوشت که مهم‌ترین کیفیت بازیگری هیدلستون «توانایی او در ترکیب غم شیرین با خشم است، که نشان دهنده عقلی خردمند است که توسط مالیخولیای شدید تحلیل می‌رود و در عین حال دچار خشم ناگهانی می‌شود.» چارلز مک نالتی از لس آنجلس تایمز هیدلستون را «بازیگری با هوش غیر معمول و زیبایی پیشارافائلی» توصیف کرد. هیدلستون نزدیک به پنج هفته خود را برای اجرای نقش هنک ویلیامز آماده کرد و هفت آهنگ از موسیقی متن فیلم را اجرا کرد. وی ادعا کرده‌است که بازیگری متد برای او آسان نیست زیرا به عنوان یک همیار به او کمک نمی‌کند. دومینیک کاوندیش از دیلی تلگراف اظهار داشت که هیدلستون «بازیگران تئاتر را در میان بزرگان قرار داده‌است» و پل تیلور از روزنامه ایندیپندنت گفت که «دامنه او بسیار نامحدود به نظر می‌رسد». دیوید ترس از رولینگ استون اظهار کرد که هیدلستون، ستاره فیلم‌هایی چون نیمه‌شب در پاریس، اسب جنگی یا مدیر شب است و «نسخه عجیب و غریب غیرقابل پیش‌بینی» از او دو طرف دارد که در شخصیت‌هایی مانند لوکی یا برج دیده می‌شود و اضافه کرد که هیدلستون حاضر نیست به یک نوع خاص از نقش بسنده کند.

## فیلم‌شناسی

### فیلم
| سال  | نام                             | نقش                 | توضیحات      |  |
| ---- | ------------------------------- | ------------------- | ------------ |  |
| ۲۰۰۶ | نامربوط                         | اوکلی               |              |  |
| ۲۰۱۰ | مجمع الجزایر                    | ادوارد              |              |  |
| ۲۰۱۱ | نیمه‌شب در پاریس                 | اف. اسکات فیتزجرالد |              |  |
| ۲۰۱۱ | اسب جنگی                        | کاپیتان نیکولز      |              |  |
| ۲۰۱۱ | درخواست دوستی در حال بررسی      | تام                 |              |  |
| ۲۰۱۱ | ثور                             | لوکی                |              |  |
| ۲۰۱۲ | انتقام‌جویان                     | لوکی                |              |  |
| ۲۰۱۲ | دریای آبی عمیق                  | فردی پیج            |              |  |
| ۲۰۱۲ | خارج از زمان                    | مرد                 | فیلم کوتاه   |  |
| ۲۰۱۲ | بیرون از تاریکی                 | مذکر                | فیلم کوتاه   |  |
| ۲۰۱۳ | تنها عاشقان زنده ماندند         | آدام                |              |  |
| ۲۰۱۳ | نمایشگاه                        | جیمی مک میلان       |              |  |
| ۲۰۱۳ | ثور: دنیای تاریک                | لوکی                |              |  |
| ۲۰۱۴ | ماپت‌ها: تحت تعقیب               | اسکاپو بزرگ         | حضور افتخاری |  |
| ۲۰۱۴ | دزدان دریایی پری                | جیمز هوک (صدا)      |              |  |
| ۲۰۱۵ | وحدت                            | راوی                | مستند        |  |
| ۲۰۱۵ | قله‌ای به رنگ خون                | آقای توماس شارپ     |              |  |
| ۲۰۱۵ | برج                             | دکتر رابرت لینگ     |              |  |
| ۲۰۱۵ | من نور را دیدم                  | هنک ویلیامز         |              |  |
| ۲۰۱۵ | Muse of Fire                    | خودش                | مستند        |  |
| ۲۰۱۵ | ویل‌شیک هنری پنجم                | راوی                | فیلم کوتاه   |  |
| ۲۰۱۷ | کونگ: جزیره جمجمه               | کاپیتان جیمز کنراد  |              |  |
| ۲۰۱۷ | ثور: رگناروک                    | لوکی                |              |  |
| ۲۰۱۸ | انسان‌های نخستین                 | لرد نوث (صدا)       |              |  |
| ۲۰۱۸ | لیدینگ لیدی پارتز               | خودش                | فیلم کوتاه   |  |
| ۲۰۱۸ | انتقام‌جویان: جنگ ابدیت          | لوکی                |              |  |
| ۲۰۱۹ | انتقام‌جویان: پایان بازی         | لوکی                |              |  |
| ۲۰۲۱ | خوب، بارت، و لوکی               | لوکی (صدا)          | فیلم کوتاه   |  |
| ۲۰۲۲ | به باشگاه خوش آمدید (سیمپسون‌ها) | لوکی (صدا)          | فیلم کوتاه   |  |

### تلویزیون
| سال       | نام                            | نقش                | توضیحات                                      |
| --------- | ------------------------------ | ------------------ | -------------------------------------------- |
| ۲۰۰۱      | زندگی و ماجراهای نیکلاس نیکلبی | ارباب              | فیلم تلویزیونی                               |
| ۲۰۰۱      | توطئه                          | اپراتور تلفن       | فیلم تلویزیونی                               |
| ۲۰۰۱      | آرمادیلو                       | توبی شریفمیر       | فیلم تلویزیونی                               |
| ۲۰۰۲      | طوفان در راه است               | راندولف چرچیل      | فیلم تلویزیونی                               |
| ۲۰۰۵      | ضایعه ننگ                      | جان هال            | فیلم تلویزیونی                               |
| ۲۰۰۶      | قهرمانان صلیب ویکتوریا         | کاپیتان جک رندل    | قسمت: عصر مدرن                               |
| ۲۰۰۶      | حومه ضربات                     | بیل هیزلدین        | ۱۰ قسمت                                      |
| ۲۰۰۶      | گالاپاگوس                      | چارلز داروین (صدا) | قسمت: جزایری که دنیا را تغییر دادند          |
| ۲۰۰۷      | تلفات                          | کریس ووئن          | قسمت: طبقه کشتار                             |
| ۲۰۰۸–۲۰۱۰ | والاندر                        | مگنس مارتینسن      | ۶ قسمت                                       |
| ۲۰۰۸      | پشیمانی‌های خانم آستین          | آقای جان پلامپتر   | فیلم تلویزیونی                               |
| ۲۰۰۹      | بازگشت به کرنفورد              | ویلیام باکستون     | ۲ قسمت                                       |
| ۲۰۱۰      | یادداشت‌های پنهانی داروین       | چارلز داروین (صدا) | مستند                                        |
| ۲۰۱۲      | مرغ ربات                       | راوی لوراکس (صدا)  | قسمت: سلاخی شده در بربنک                     |
| ۲۰۱۲      | هنری چهارم - قسمت اول و دوم    | پرنس هال           | فیلم تلویزیونی                               |
| ۲۰۱۲      | هنری پنجم                      | هنری پنجم          | فیلم تلویزیونی                               |
| ۲۰۱۳      | فامیلی گای                     | مجسمه گریفین (صدا) | قسمت: باشگاه ورزشی و تفریحی برای پیرها ممنوع |
| ۲۰۱۴      | تخت گاز                        | مهمان ویژه         | سری ۲۱، قسمت ۲                               |
| ۲۰۱۶      | مدیر شب                        | جاناتان پاین       | ۶ قسمت؛ تهیه‌کننده اجرایی                     |
| ۲۰۱۶      | شکارچیان ترول                  | کنجیگار شجاع (صدا) | قسمت: شدن (بخش اول)                          |
| ۲۰۱۹      | بزرگداشت استن لی               | خودش/مجری          | مستند ویژه تلویزیون                          |
| ۲۰۲۰–۲۰۲۱ | زمین در شب                     | راوی               | ۱۲ قسمت                                      |
| ۲۰۲۱      | لوکی                           | لوکی               | نقش اصلی (۶ قسمت)؛ تهیه‌کننده اجرایی          |
| ۲۰۲۱      | سی‌بیبیز                        | داستان‌گو           | قسمت سوپرتیتو                                |
| ۲۰۲۱      | استودیو مارول: اسمبل شده       | خودش/راوی          | قسمت: اسمبل شده: ساخت لوکی                   |
| ۲۰۲۱      | چه می‌شود اگر …؟                | لوکی (صدا)         | ۳ قسمت                                       |
| ۲۰۲۲      | مار اسکس                       | ویل رانسوم         | نقش اصلی (۶ قسمت)                            |
| ۲۰۲۳      | لوکی                           | لوکی               | نقش اصلی، فصل دوم (۶ قسمت)                   |

## تئاتر
| سال  | نام                              | نقش                      | محل                                                          |
| ---- | -------------------------------- | ------------------------ | ------------------------------------------------------------ |
| ۱۹۹۹ | پایان سفر                        | کاپیتان استنهوپ          | جشنواره ادینبرو فرینج                                        |
| ۲۰۰۵ | یورجین آکسو: مرد                 | یورجین آکسو              | تئاتر ۵۰۳                                                    |
| ۲۰۰۶ | چالش                             | آلسمرو                   | مرکز باربیکان/تور اروپا                                      |
| ۲۰۰۷ | سیمبلین                          | پستیومس لیئونیتس و کلوتن | مرکز باربیکان/تور جهانی                                      |
| ۲۰۰۸ | اتلو                             | کاسیو                    | بارخانه دونمار                                               |
| ۲۰۰۸ | ایوانف                           | اِل وُو                    | بارخانه دونمار                                               |
| ۲۰۱۰ | تک‌گویی‌های کودکان                 | احتیاط                   | اولد ویک                                                     |
| ۲۰۱۲ | پادشاهی زمین                     | لوط                      | تئاتر کرایتورین                                              |
| ۲۰۱۳ | کوریولانوس                       | کوریولانوس               | بارخانه دونمار/تالار اپرای سلطنتی لندن                       |
| ۲۰۱۵ | نامه‌های زنده                     | خواننده                  | سالن فراماسون‌ها                                              |
| ۲۰۱۷ | هملت                             | شاهزاده هملت             | آکادمی سلطنتی هنرهای دراماتیک                                |
| ۲۰۱۸ | مربع هوش: دیکنز در مقابل تولستوی | خواننده                  | مرکز امانوئل                                                 |
| ۲۰۱۸ | شاعران مرده زنده‌اند: کلمه شکسته  | بازیگر                   | تئاتر کورونت                                                 |
| ۲۰۱۹ | خیانت                            | رابرت                    | تئاتر هارولد پینتر/تئاتر برنارد بی. جیکوبز                   |
| ۲۰۲۱ | نمایشنامه‌ایی که نوشتم            | ستاره مهمان مرموز        | تئاتر رپرتوری بیرمنگام/تئاتر رویال، باث/تئاتر جشنواره چیچستر |

## رادیو
| سال  | نام                            | نقش             | کارگردان             | توضیحات            |
| ---- | ------------------------------ | --------------- | -------------------- | ------------------ |
| ۲۰۰۲ | محاکمه تیپ خشمگین              | جان بارکر       | پیتر کاوانا          | رادیو بی‌بی‌سی ۴     |
| ۲۰۰۶ | دراکولا                        | جاناتان هارکر   | ماریون ننکارو        | سرویس جهانی بی‌بی‌سی |
| ۲۰۰۶ | کشوری دیگر                     | تامی جاد        | مارک بیبی            | رادیو بی‌بی‌سی ۴     |
| ۲۰۰۷ | امپراتور ۳: فرمانروایی بی‌پایان | رومولوس         | جرمی مورتیمر         | رادیو بی‌بی‌سی ۴     |
| ۲۰۰۸ | اتلو                           | کاسیو           | مایکل گرندج          | رادیو بی‌بی‌سی ۳     |
| ۲۰۰۸ | یوزپلنگ                        | تانکردی         | لوسی بیلی            | رادیو بی‌بی‌سی ۳     |
| ۲۰۰۸ | سیرانو دو برژراک               | کریستین (مسیحی) | دیوید تیمسون         | رادیو بی‌بی‌سی ۳     |
| ۲۰۰۹ | کارناوال (جشن)                 | اربابان آشوب    | زاهید وارلی          | رادیو بی‌بی‌سی ۳     |
| ۲۰۱۵ | کلمات و موسیقی: یادبود         | خواننده         | دیوید پپ (تهیه‌کننده) | رادیو بی‌بی‌سی ۳     |
| ۲۰۱۹ | جادوی زندگی بخشی به اشعار      | خواننده         |                      | زیمالیا اف ام      |

## بازی‌های ویدئویی
| سال  | نام            | صدا  |
| ---- | -------------- | ---- |
| ۲۰۱۱ | ثور: خدای تندر | لوکی |

## جوایز
| سال  | جایزه                                                                             | عنوان                                 | نتیجه        |
| ---- | --------------------------------------------------------------------------------- | ------------------------------------- | ------------ |
| ۲۰۰۷ | جایزه "یان چارلسون" جایزه سوم                                                     | اُتلو                                  | برنده        |
| ۲۰۰۸ | جایزه "اولیویه لورنس" برای بهترین تازه‌وارد در یک بازی                             | سیمبلین                               | برنده        |
| ۲۰۱۰ | جایزه "جنایت هیجان انگیز" برای بهترین بازیگر نقش مکمل مرد                         | والاندر                               | نامزدشده     |
| ۲۰۱۱ | جایزه "انجن منتقدان فیلم محفل ققنوس" برای بهترین بازیگر                           | نیمه شب در پاریس                      | نامزدشده     |
| ۲۰۱۱ | جایزه "فریاد" برای اجرای فوق‌العاده محبوب مرد                                      | ثور                                   | نامزدشده     |
| ۲۰۱۲ | جایزه "امپراتوری" برای بهترین مرد تازه‌وارد                                        | ثور                                   | برنده        |
| ۲۰۱۲ | جایزه "فیلم ایونینگ استاندارد بریتانیاً برای بهترین بازیگر نقش اول مرد             | مجمع الجزایر                          | نامزدشده     |
| ۲۰۱۲ | جایزه "بفتا رایزینگ استار                                                         | ثور                                   | نامزدشده     |
| ۲۰۱۲ | جایزه "زحل" برای بهترین بازیگر نقش مکمل مرد                                       | ثور                                   | نامزدشده     |
| ۲۰۱۲ | جایزه "انتخاب نوجوان" برای نقش منتخب مرد شرور                                     | انتقام جویان                          | نامزدشده     |
| ۲۰۱۲ | جایزه "گلامور" برای مرد سال                                                       | آمریکای شمالی                         | برنده        |
| ۲۰۱۳ | جایزه "انتخاب کودکان" برای مرد شرور مورد علاقه                                    | انتقام جویان                          | نامزدشده     |
| ۲۰۱۳ | جایزه "فیلم MTV" برای بهترین مبارزه                                               | انتقام جویان (همراه با دیگر بازیگران) | برنده        |
| ۲۰۱۳ | جایزه "فیلم MTV" برای بهترین مرد شرور                                             | انتقام جویان                          | برنده        |
| ۲۰۱۴ | جایزه "امپراتوری" برای بهترین بازیگر نقش مکمل مرد                                 | ثور: دنیای تاریکی                     | نامزدشده     |
| ۲۰۱۴ | جایزه "اولیویه لورنس" برای بهترین بازیگر مرد                                      | کوریولانوس                            | نامزدشده     |
| ۲۰۱۴ | جایزه "زحل" برای بهترین بازیگر نقش مکمل مرد                                       | ثور: دنیای تاریکی                     | نامزدشده     |
| ۲۰۱۴ | جایزه "تئاتر استاندارد شب" برای بهترین بازیگر مرد                                 | کوریولانوس                            | برنده        |
| ۲۰۱۵ | جایزه "واتس آن استیج دات کام" برای بهترین بازیگر مرد تئاتر                        | کوریولانوس                            | نامزدشده     |
| ۲۰۱۵ | اتحادیه زنان روزنامه‌نگار سینمایی-بهترین تجسم عریانی، تمایلات جنسی یا اغوا         | تنها عاشقان زنده ماندند               | نامزدشده     |
| ۲۰۱۵ | جایزه کلوترودیس برای بهترین بازیگر نقش مکمل مرد                                   | نامربوط                               | نامزدشده     |
| ۲۰۱۵ | جایزه فیلم مستقل بریتانیایی برای بهترین بازیگر مرد                                | برج                                   | نامزدشده     |
| ۲۰۱۵ | جایزه فیلم بریتانیایی و استاندارد شب                                              | برج، قله ای به رنگ خون                | نامزدشده     |
| ۲۰۱۶ | جایزه فنگوریا چینساو برای بهترین بازیگر مرد                                       | قله ای به رنگ خون                     | نامزدشده     |
| ۲۰۱۶ | جایزه انتخاب تلویزیون برای بهترین بازیگر مرد                                      | مدیر شیفت شب                          | برنده        |
| ۲۰۱۶ | جایزه امی برنامه پربیننده برای بازیگر اصلی مرد برجسته در یک سریال محدود یا فیلم   | مدیر شیفت شب                          | نامزدشده     |
| ۲۰۱۶ | جایزه امی برنامه پربیننده برای سریال محدود برجسته                                 | مدیر شیفت شب                          | نامزدشده     |
| ۲۰۱۶ | جایزه انتخاب منتقدان برای بهترین بازیگر مرد در یک فیلم/مینی سریال                 | مدیر شیفت شب                          | نامزدشده     |
| ۲۰۱۶ | جایزه ستلایت برای بهترین بازیگر مرد -مینی سریال یا فیلم تلویزیونی                 | مدیر شیفت شب                          | نامزدشده     |
| ۲۰۱۶ | جایزه تی وی تایمز برای بازیگر مرد موردعلاقه                                       | مدیر شیفت شب                          | نامزدشده     |
| ۲۰۱۷ | جایزه گلدن گلوب برای بهترین مینی سریال یا فیلم تلویزیونی                          | مدیر شیفت شب                          | نامزدشده     |
| ۲۰۱۷ | جایزه «گلدن گلوب» برای بهترین بازیگر مرد در مینی سریال یا فیلم تلویزیونی          | مدیر شیفت شب                          | برنده        |
| ۲۰۱۷ | جایزه تلویزیون ملی برای اجرای درام مورد علاقه                                     | مدیر شیفت شب                          | نامزدشده     |
| ۲۰۱۷ | جایزه صنف تهیه‌کنندگان آمریکا دیوید ال. ولپر -تهیه‌کننده برجسته یک برنامه تلویزیونی | مدیر شیفت شب                          | نامزدشده     |
| ۲۰۱۷ | جایزه قهرمان امپراتوری                                                            |                                       | برنده        |
| ۲۰۱۷ | جایزه برگزیده نوجوانان برای بازیگر مرد منتخب -علمی تخیلی                          | کونگ: جزیره جمجمه                     | نامزدشده     |
| ۲۰۱۸ | جایزه برگزیده نوجوانان برای جذاب‌ترین صحنه منتخب فیلم                              | ثور:رگنوراک                           | نامزدشده     |
| ۲۰۱۸ | انجمن روزنامه نگاران فیلم ایندیانا -بهترین اجرای ضبط صدا/حرکت                     | انسان‌های نخستین                       | نامزدشده     |
| ۲۰۱۹ | جایزه برودوی ورلد بریتانیا -بهترین بازیگر مرد در نسخه جدید یک نمایشنامه           | خیانت                                 | برنده        |
| ۲۰۱۹ | جایزه تئاتر استاندارد شب برای بهترین بازیگر مرد                                   | خیانت                                 | نامزدشده     |
| ۲۰۲۰ | جایزه واتس ان استیج دات کام برای بهترین بازیگر مرد در یک نمایشنامه                | خیانت                                 | نامزدشده     |
| ۲۰۲۰ | جایزه لیگ دارم برای اجرای متمایز                                                  | خیانت                                 | نامزدشده     |
| ۲۰۲۰ | جایزه خارج از حلقه منتقدان برای بازیگر برجسته در یک نمایشنامه                     | خیانت                                 | الگو:افتخاری |